# Holigarna ferruginea
Holigarna ferruginea är en sumakväxtart som beskrevs av March.. Holigarna ferruginea ingår i släktet Holigarna och familjen sumakväxter. Inga underarter finns listade i Catalogue of Life.